# Prionus aureopilosus
Prionus aureopilosus är en skalbaggsart som beskrevs av Lúcia Maria de Campos Fragoso och Monné 1982. Prionus aureopilosus ingår i släktet Prionus och familjen långhorningar. Inga underarter finns listade i Catalogue of Life.